# Procope le Grand
 (septembre 2015).
Si vous disposez d'ouvrages ou d'articles de référence ou si vous connaissez des sites web de qualité traitant du thème abordé ici, merci de compléter l'article en donnant les références utiles à sa vérifiabilité et en les liant à la section « Notes et références ».
Procope le Grand – surnommé également le Tondu (en tchèque : Prokop Holý ou Prokop Veliký), né vers 1380 et mort le 30 mai 1434 à la bataille de Lipany est prédicateur hussite radical qui devint, après la mort de Jan Žižka, hetman des armées hussites.

## Jeunesse
La famille de Procope fait partie de la bourgeoise de Prague. Après la mort de son père il est adopté par son oncle Jan de Cách, un des plus riches patriciens de la ville qui possède le château de Jenštejn, où Procope passe son enfance. L’oncle lui assura également une solide éducation complétée par des séjours à l’étranger en Espagne, France, Italie et à Jérusalem. Procope termina ses études universitaires et se tourna vers la carrière ecclésiastique.

## Procope prêtre et homme politique hussite
Le prêtre Procope adhère dès ses débuts à la révolution hussite sous la bannière de Jan Želivský. Puis il suit Jan Žižką à Plzen et à Tábor. Procope fait partie tout d’abord des Hussites les plus radicaux, les Picards, adopta toutefois à partir de 1420 des idées plus modérées. Il se détacha rapidement des controverses religieuses, adopta un mode de vie sans excès, mais loin de l’ascétisme extrême de certains hussites. Il doit son autre surnom de « Tondu » parce que, contrairement aux autres prêtres hussites qui portaient la barbe, Procope n’en avait pas. Il devient un guide spirituel du mouvement taborite, également diplomate et politique.

## Procope commandant militaire
Les Hussites ont du mal à trouver un commandant militaire successeur à Jan Žižka. Procope prend en 1425 le commandement militaire de quelques petites expéditions. À partir de 1426 il devient commandant des Taborites. À ce titre il travaille en collaboration avec les Orphelins et les Utraquistes pragois. Ayant réussi à réunir les trois composantes du mouvement hussite, Procope obtient sa première grande victoire militaire lors de la bataille d’Usti en juin 1426. À partir de 1426, les armées hussites franchiront souvent les frontières dans des expéditions de plus en plus lointaines nommées raids magnifiques.
C’est grâce à cette stratégie politico-militaire que les Hussites finissent par contrôler tout le territoire de la Bohême : unifiant les différentes tendances hussites, il inflige aux féodaux de nombreuses défaites au cours des troisième et quatrième croisades. Lors d'une cinquième croisade les chevaliers féodaux mobilisèrent leur plus grande armée, mais ils s'enfuirent lorsqu'ils aperçurent au loin les paysans hussites en marche.
Les succès diplomatiques ainsi que les succès militaires de Procope en Hongrie, Autriche, Allemagne, Lusace et Silésie obligèrent les souverains catholiques d’Europe occidentale à négocier avec les Hussites. Le risque d'expansion du mouvement dans les pays voisins devenait de plus en plus important.
Procope n’est pas un commandant d’armée ordinaire du fait de son statut de prêtre. Il ne tua jamais de ses mains, ne portait pas d’armes, ne prenait pas directement part au combat. Mais c’est un excellent stratège formé à l’école de Jan Žižką.

## Défaite des Taborites
De janvier à avril 1433 Procope est à la tête de la délégation hussite au Concile de Bale. Il perd brièvement son statut de commandant en chef, qu’il retrouve en 1434. Il participe à la fratricide bataille de Lipany, aux côtés des Taborites contre les forces unies des Utraquistes modérés et des Catholiques, ces derniers étant partisans d'une paix de compromis. Il y trouve la mort. Plusieurs années seront encore nécessaires pour que les Compactata soient signés.